# همیشه مرگبار
همیشه مرگبار (به انگلیسی: Ever Deadly) یک فیلم مستند کانادایی به کارگردانی چلسی مک‌مولان و تانیا تاگاک می باشدکه قرار است در سال ۲۰۲۲ اکران شود این فیلم نقشی از زندگی و حرفه تگاک به نام یک نوازنده و فعال می‌باشد.
این فیلم قرار است در جشنواره بین‌المللی فیلم تورنتو ۲۰۲۲ به نمایش گذاشته شود.